# Bill et Ted sauvent l'univers
Série Bill & Ted
Les Folles Aventures de Bill et Ted
(1991)
Pour plus de détails, voir Fiche technique et Distribution.
Bill et Ted sauvent l'univers, ou Bill et Ted font face à la musique au Québec, (Bill and Ted Face the Music) est un film américain réalisé par Dean Parisot, sorti en 2020. Il s'agit du troisième film mettant en scène Bill et Ted après L'Excellente Aventure de Bill et Ted (1989) et Les Folles Aventures de Bill et Ted (1991).

## Synopsis
Theodore « Ted » Logan et William « Bill » S. Preston ont désormais la quarantaine et sont devenus pères de famille. Ils ne sont jamais parvenus à concrétiser leur rêve : devenir des stars du rock. Un messager, venu du futur, leur demande d'écrire la chanson qui pourrait changer la destinée de tout l'univers. Les deux compères vont pouvoir compter sur l'aide de leur famille, de vieux amis et de fameux musiciens.

## Fiche technique
- Titre original : Bill and Ted Face the Music
- Titre français : Bill et Ted sauvent l'univers
- Titre québécois : Bill et Ted font face à la musique
- Réalisation : Dean Parisot
- Scénario : Chris Matheson et Ed Solomon
- Direction artistique : Zak Faust
- Décors : Melanie Jones
- Costumes : Jennifer Starzyk
- Photographie : Shelly Johnson
- Montage : Don Zimmerman
- Musique : Mark Isham
- Production : David Haring, Scott Kroopf, Alex Lebovici et Steve Ponce
  - Production déléguée : Ray Bouderau, Courtney Chenn, Patrick W. Dugan, Scott Fischer, Grant Guthrie, Christian Mercuri, John Ryan Jr., John Santilli et Steven Soderbergh
- Sociétés de production : Orion Pictures, Endeavor Content et Hammerstone Studios
- Sociétés de distribution : United Artists Releasing (États-Unis), VVS Films (Canada), Metro-Goldwyn-Mayer (International)
- Budget : 25 000 000 $
- Pays de production :  États-Unis
- Langue originale : anglais
- Format : couleur — 2.35:1
- Genre : comédie, science-fiction, aventure, musical
- Durée : 91 minutes
- Dates de sortie[1] :
  - États-Unis, Canada : 28 août 2020 (sortie limitée et en VOD)
  - France : 1er juillet 2021 (sur Netflix)

## Distribution
- Keanu Reeves (VQ : Daniel Picard) : Theodore « Ted » Logan
- Alex Winter (VQ : Louis-Philippe Dandenault) : William « Bill » S. Preston, Esq.
- William Sadler (VQ : Jacques Lavallée) : la Mort (Grim Reaper en VO)
- Brigette Lundy-Paine (VQ : Sarah-Jeanne Labrosse) : Billie Logan, la fille de Ted et Elizabeth
- Samara Weaving (VQ : Roxane Tremblay-Marcotte) : Thea Preston, la fille de Bill et Joanna
- Anthony Carrigan : Dennis Caleb McCoy
- Kid Cudi : lui-même
- Jillian Bell : Dr. Taylor Wood
- Hal Landon Jr. (VQ : Jean-Marie Moncelet) : le capitaine Jonathan Logan, le père de Ted
- Amy Stoch : Missy Preston, la belle-mère de Bill
- Jayma Mays (VQ : Catherine Bonneau) : la princesse Joanna Preston, la femme de Bill
- Erinn Hayes (VQ : Annie Girard) : la princesse Elizabeth Logan, la femme de Ted
- Beck Bennett : Deacon Logan, le petit frère de Ted
- Holland Taylor (VQ : Anne Caron) : The Great Leader
- Kristen Schaal (VQ : Aline Pinsonneault) : Kelly
- Kelly Carlin
- George Carlin : Rufus (images d'archives tirées des deux premier films)

 Source et légende : version québécoise (VQ) sur Doublage.qc.ca

## Production

### Genèse et développement
En 2010, Keanu Reeves révèle que Chris Matheson et Ed Solomon sont en train d'écrire le troisième film des aventures de Bill et Ted après L'Excellente Aventure de Bill et Ted (1989) et Les Folles Aventures de Bill et Ted (1991),. 
En avril 2011, Keanu Reeves affirme que le projet va se concrétiser. En avril 2011, Alex Winter révèle sur Twitter que le script est terminé. En août 2012, Dean Parisot est nommé réalisateur. En mars 2013, lors du festival South by Southwest, Alex Winter confirme que le projet est toujours d'actualité,. En aout 2013, Keanu Reeves explique que le scénario est en cours de réécriture.
En avril 2016, Alex Winter confirme que le script est prêt, qu'un studio est trouvé et que le tournage devrait avoir lieu courant 2017. Le projet n'est véritablement lancé en mai 2018. En février 2019, il est annonce que le tournage débutera en mars de la même année,.

### Attribution des rôles
Alex Winter et Keanu Reeves sont confirmés dans les rôles principaux lorsque le projet est officiellement confirmé en mai 2018. William Sadler reprend quant à lui son rôle du Grim Reaper présent dans Les Folles Aventures de Bill et Ted. Brigette Lundy-Paine et Samara Weaving incarneront quant à elles les filles des personnages principaux.
Le rappeur Kid Cudi est annoncé. Anthony Carrigan rejoint la distribution en juin 2019.
En septembre 2010, Alex Winter avait confirmé que le personnage de Rufus, incarné par George Carlin dans les deux volets précédents, ne serait pas attribué - l'acteur étant décédé en 2008.

### Tournage
Le tournage débute le 17 juin 2019,. Il a lieu notamment à La Nouvelle-Orléans,. Il s'achève en août 2019. Les scènes se déroulant dans la San Dimas High School sont tournées au Bonita Unified School District à Los Angeles.

## Sortie
Bill & Ted Face the Music devait initialement sortir le 21 août 2020 par Orion Pictures par le biais de United Artists Releasing aux États-Unis et par Warner Bros. Pictures au Royaume-Uni. Looper a observé que les chiffres de la date (8, 21, 20 et 20) se sont additionnés par coïncidence à 69, une référence dans l'univers au premier film. En raison du report d'autres films dû à la pandémie de COVID-19, Face the Music a été avancé d'une semaine au 14 août 2020 pour combler les créneaux vacants, avant d'être reporté au 28 août 2020 pour éviter tout conflit avec la sortie reprogrammée de Tenet. Alors que de nouvelles complications dues à la pandémie continuent de menacer les ouvertures de salles de cinéma, United Artists Releasing a annoncé fin juillet qu'il allait sortir Face the Music en première combinée, en salle et en vidéo à la demande, le 1er septembre 2020. Puis, le 6 août 2020, Alex Winter est allé sur son twitter pour annoncer que le film avait été remonté à sa place du 28 août 2020.
Le film a également été distribué dans certains territoires par MGM via des distributeurs tiers.